# 香港國際機場2030規劃大綱
《香港國際機場2030規劃大綱》（英語：Hong Kong International Airport Master Plan 2030）為由香港機場管理局於2011年所發表的計劃，口號為「機場與您，共建未來」。《香港國際機場2030規劃大綱》領內項目眾多，包括已經進行中的《中場範圍發展計劃》等等，以及佔據大綱內容最多、而且最為香港社會所注目的三跑道系統發展方案。當中三跑道系統發展方案於2015年3月17日獲行政會議通過，於2016年動工，整個系統於2024年竣工，工程耗資1,417億元，超越廣深港高速鐵路香港段，成為香港開埠以來最昂貴基建工程。
2022年4月21日，機場管理局表示第三跑道試飛已順利完成，並與民航處就第三跑道啟用的其他準備工作緊密合作，當中包括法定程序、演習及演練。2022年7月8日，第三跑道正式啟用，首班降落航班為政府飛行服務隊飛機（B-LVA），於早上8時24分降落。至於首班在第三跑道降落的商業航班為從上海到香港的國泰貨機（B-LIF，航班編號︰CX3251），於上午8時27分着陸。同日，中跑道暫時關閉以便重新配置及興建滑行端，並於2024年11月28日啟用。

## 藍圖內容

### 三跑道系統
為了實踐三跑道系統發展方案，整項工程需要填海約650公頃，相當於現時半座香港國際機場的面積，提出當年預算造價為863億港元（至2015年3月，最新估算為1,415億港元）。三跑道系統發展方案的內容包括興建全長3.8公里的第三條跑道、滑行道系統、100座停機坪、航空交通控制塔及可以連接60座登機橋的丫形新跑道客運廊、擴建行李處理系統、延展香港國際機場旅客捷運系統，並且改建二號客運大樓成為無人駕駛列車鐵路站等等。當局亦考慮在填海範圍興建新的客運大樓，並且設立新的過關口岸。
根據計劃，第三條跑道將會興建於現存的兩條跑道以北，與現存的兩條跑道平行。發展三跑道系統規模差不多等於建造一個新機場。這項計劃將需要進行以下工程：
1. 在機場島以北開拓約650公頃的土地，其中約40%面積在污泥坑之上；（佔389億港元）
2. 興建第三條跑道、相關滑行道系統與導航設備，以及飛行區設施；（佔75億港元，興建第三條跑道、兩條平行滑行道，以及連接至客運廊及停機坪範圍的滑行道）
3. 興建樓面面積約28.3萬平方米的三跑道客運大樓、57個停機位（廊前：34個、 遠方：23個）和停機坪；
4. 延長原有的北跑道（配合跑道兩端擴建「環端滑行道」），並將跑道編碼由07L/25R改為07C/25C、名稱更改為「中跑道」。（新跑道為07L/25R）
5. 擴建部分中場範圍貨運停機坪；（佔了45億港元，在中場範圍興建36個遠方停機位，擴建東面和西面行車隧道，以及擴建客運廊）

客運廊的設計概念圖於2013年12月公布，預算可以提供106個停機位。礙於工程所限，行李處理大堂將會罕有地移師至停機坪的樓層，使到客運廊的闊度至90米，比較二號客運大樓倍增，此舉可以闢設空中庭院予乘客，成為世界上首座提供戶外候機空間的客運廊。
1. 擴建二號客運大樓；（佔86億港元，以提供出入境手續辦理設施）
2. 擴建旅客捷運系統；（佔42億港元，將第三條跑道的客運廊連接至二號客運大樓；興建旅客捷運系統車廠以容納維修區、停放區及其他設施）
3. 擴建行李處理系統，連接二號客運大樓與新客運大樓；（佔43億港元，安裝全新的高速行李處理系統，以處理於第三條跑道降落的航班旅客行李）
4. 改善客運及貨運範圍道路網絡，以及增設公眾區交通設施，包括興建停車場；（佔42億港元，包括約21公里的道路及4公里的高架道路及坡道，興建4座多層停車場，提供共6,500個停車位[5]）
5. 在建議的擴建範圍興建一個廢水回收處理系統（每日處理量不多於15,000立方米）；
6. 按照需要更改興建海洋設施，包括連接機場與機場範圍外燃油接收設施的水底航油管道和11千伏海底電纜、海上救援設施及導航設備 (連接機場與機場範圍外燃油接收設施的水底航油管道已於2018年第一季竣工，並於同年第三季啟用)
7. 因應第三條跑道而將機場島上設施更改興建、重新配置或及改善的任何工程。
8. 有關安檢服務將會全面升級，香港國際機場向同方威視引入智能安檢系統，取代現有美國Rapiscan系統，讓旅客可以更快捷地通過安檢。[6]

## 歷史
以下內容只包括了三跑道系統的歷史，不包括《香港國際機場2030規劃大綱》中的《中場範圍發展計劃》及其他比較小項範疇。

### 初步概念
過去20年間，機場客運量從最初的2,860萬人次，一路攀升至2019年的7,470萬人次；航點也從以前的120個擴展至220個，航空公司數目則是從60家增加至120家。憑著急速增加的客運量，香港國際機場成為全球第三大的國際客運機場，也是亞洲區的航空樞紐。
香港機場管理局三跑道項目管理副總監梁景然指出，航空交通需求急增，使現有的雙跑道系統幾近飽和，亞洲鄰近機場也積極擴建設施增加航機吞吐量。面對這些挑戰，香港國際機場想維持競爭力，擴建第三條跑道勢在必行。機場管理局於2006年12月21日發表的《香港國際機場2025規劃大綱》中表示，正在研究興建第三條跑道的可行性及公佈第三條跑道的可能用地。

### 公眾諮詢
2011年6月2日，機場管理局發表了《香港國際機場2030規劃大綱》，當中機場管理局分析了兩個發展方案，一：維持現有雙跑道系統，並加建客運廊及停機坪，及二：興建一條新跑道以提升容量，專家為該方案的15個位置作出評估後，建議在機場島的西北面填海。香港政府為其進行為期3個月的公眾諮詢。同年9月2日，為期3個月的《香港國際機場2030規劃大綱》公眾諮詢結束，機場管理局委託了香港大學社會科學研究中心代為收集、整理及分析有關意見。於同年12月，香港大學向機場管理局提交初步報告，其董事會亦就此討論。初步報告顯示73%的意見支持興建第三跑道的方案，11%的意見認為應該維持現在狀況，16%的意見表示中立；80%的意見同意或非常同意機場管理局必須盡早決定機場的未來擴建方案。於同月底，香港大學向機場管理局提交最終報告，12月29日，機場管理局向香港政府提交建議書，以落實工程的財務安排及環境保護評估等事務。機場管理局表示，希望可以於2012年6月底前落實工程。

### 政府同意
其後，香港政府表示同意報告，預計於2012年首季作出決定，以啟動下一階段的工作，包括環境評估、工程設計及融資方案。如果一切可行順利，預料工程最快於2014年動工，2022年啟用。。

### 行政會議批准
2012年3月20日，行政長官會同行政會議批准機場管理局規劃興建第3條跑道，運輸及房屋局指出香港政府於2015年始會落實此興建計劃；機場管理局則會運用未來的兩年時間及斥資1億港元以進行法定環境評估報告，並且會以新空氣指標作為其基準。當中包括使用18個月到興建第3跑道的地點進行生態實地分析；局方亦會與香港漁民及專業人士進一步研究工程對海洋生態、中華白海豚、漁業、水質、空氣質素、噪音及廢物處理的影響；及後亦會諮詢環境諮詢委員會及公眾。通過後，機場管理局會研究融資問題。

### 機場擴建工程統籌辦公室成立
同月26日，運輸及房屋局局長鄭汝樺出席香港立法會經濟發展事務委員會時表示，申請成立機場擴建工程統籌辦公室，新增11個職位（每年涉及1,360萬港元開支），主要負責監督機場管理局在興建新跑道上的事務。辦公室會新設3個首長職位（總年薪約680萬港元），另有8名非首長職位（總年薪開支約680萬港元）。辦公室由2012年7月運作至2015年3月為止，為期32月。運輸及房屋局局長表示，會要求機場管理局以最嚴謹的態度處理環境保護評估事務，以2014年的新空氣指標作為環境保護評估標準；她又指出，有待機場管理局完成環境保護評估報告及詳細方案設計後，會於2014年年底估算最終的建造成本及融資安排。獲得行政會議原則上批准擴建的第三跑道，尚且須要通過環境評估、融資和民意三關。

### 法定環境影響評估程序展開
2012年5月，機場管理局就第三跑道及相關設施的興建計劃向環境保護署署長提交工程項目簡介，展開法定環境影響評估程序。機場管理局接獲研究概要後，將會展開全面性研究，預計需時兩年完成。
由於香港社會上有要求機場管理計算社會投資回報（即社會成本），2012年9月，機場管理局決定聘請顧問尋找適合評估興建新跑道的社會成本方法，預料費用少於1,000萬港元，評估結果或者會令到新跑道所能夠為香港帶來的經濟效益減低；與此同時，機場管理局會為到新跑道進行碳審計。
2012年10月19日，機場管理局表示規劃大鋼中有細節有輕微的改動，包括增加環繞跑道尾滑行道的環道，使到飛機能夠更靈活地到達維修場所及貨倉，另外亦會將跑道北面的填海範圍向南收窄，務求在可行情況下減少填海面積。
截至2012年11月月底，機場管理局舉行了約600場簡報會、研討會、機場參觀及圓桌會議等活動。
截至2013年4月月中，法定環境影響評估數據初步顯示，赤鱲角島北面水域是白海豚游經的水域，赤鱲角島西面水域則是白海豚的棲息地。機場管理局認為，於北面興建第三條跑道可能影響白海豚的移動路線，但是西面的進口航道限制區會比較現時大，屆時船隻無法進入，將會減少對白海豚滋擾，改善海洋生態。機場管理局表示，調查已經一半完成，將會於同年9月陸續地完成，屆時將會綜合所有數據，評估三跑道系統工程對海豚的影響，及預計法定環境影響評估料最快可以於同年年底提交。2013年8月1日，機場管理局舉辦展覽，簡介《香港國際機場2030規劃大綱》進展，表示針對中華白海豚的調查已經完成2/3，他們透過多種方式在第三條跑道預定位置水域附近追蹤到72組中華白海豚，主要位處香港國際機場西面，屬於其覓食地區。漁業生態方面，在香港國際機場北面的人工海堤尋找到的珊瑚、水底及潮間生物均屬於常見，未發現稀有品種。
2013年11月29日，機場管理局公布法定環境影響評估初步研究結果，證實中華白海豚在工程範圍（香港國際機場西及北面）出沒，惟並非牠們的主要覓食及棲息地，出沒的中華白海豚數目及密度均低於大嶼山一帶水域。機場管理局表示，施工期間，將會採取連串緩解措施，並且正在評估將新跑道對出的海事禁區連接沙洲及龍鼓洲和大小磨刀，打造成為大型海岸公園，有信心中華白海豚數目不會進一步下跌。

### 行政會議通過
當中三跑道系統發展方案於2015年3月17日獲行政長官會同行政會議通過，工程於2016年動工，最快於2023年竣工。
2020施政報告表示要鞏固香港國際航空樞紐地位，計劃於2022及2024年啟用第三條跑道及整個三跑道系統，2023年完成「高端物流中心」，以及2021至2027年分階段完成「航天城」發展項目。

## 工程

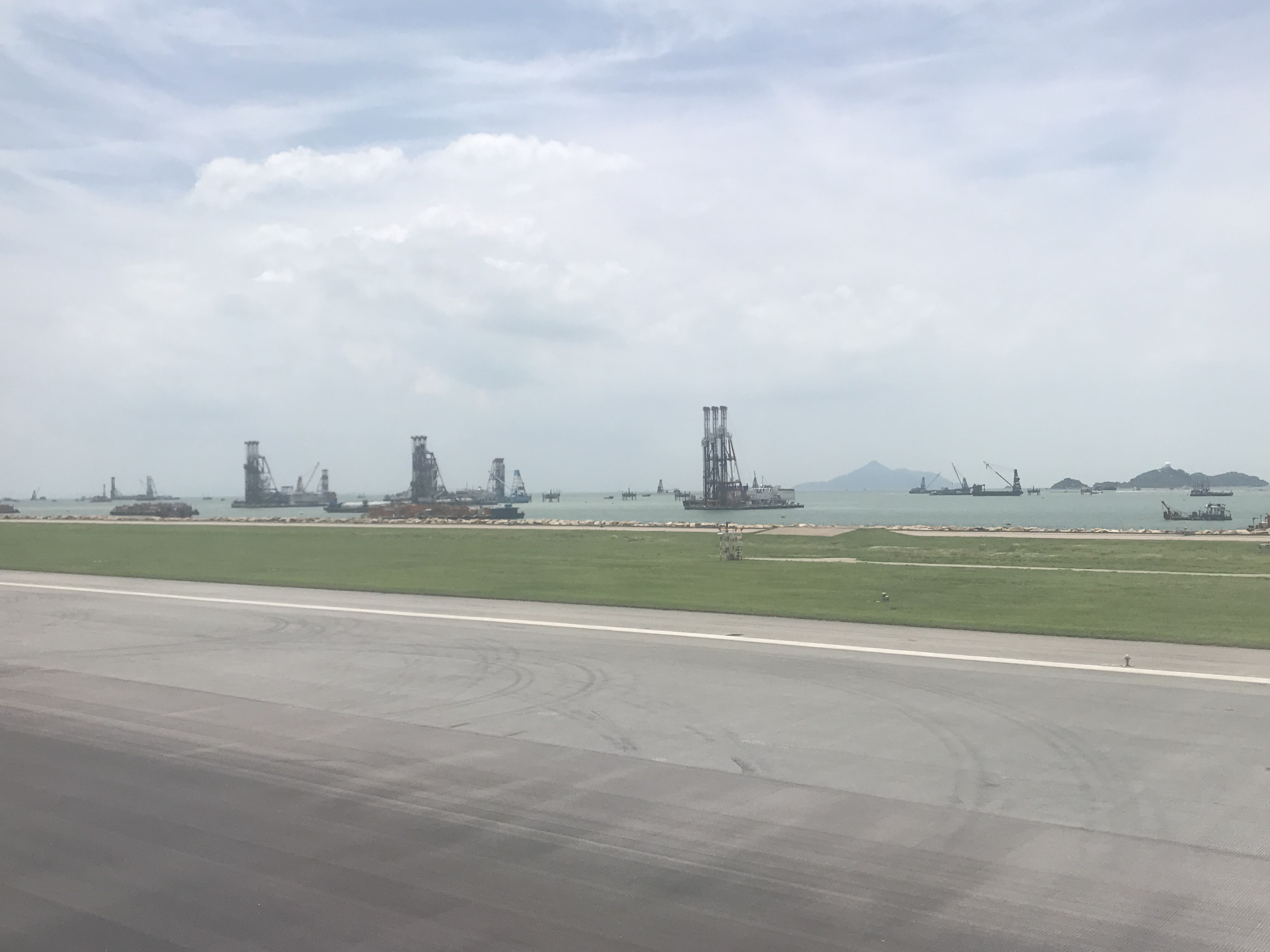
正在建设中的第三跑道，2018年6月

香港國際機場第三條跑道興建時，將在現有機場島以北進行填海，填海時會採用免挖式的深層水泥拌合法進行地質改良工程、在海底深處基岩層以定向鑽挖法進行海底航油管改道工程，以及水力噴注法進行海底電纜改道等工程。該填海方法在香港屬首次採用。由於海床經多年污染後會沉積大量有毒污泥，傳統填海方法須深挖海床，確會造成海床污染，進行時也會釋放出重金屬物質，挖泥倒泥時亦會污染海中生物，人類經食物鏈進食受污染海產後將影響健康。新採用的透過鑽杆將水泥漿灌入污泥坑，以「攪拌」方式增加泥土硬度及強度，能迅速穩定沉降從而加快建設進度。有關方法成本較傳統方法高三到四倍，但噪音水平較低，亦能把對水質及生態影響控制在可接受的水平。

### 減低工程對環境影響的措施
由於第三條跑道的興建工程勢必影響鄰近海域棲息的稀有及受《野生動物保護條例》、《動植物（瀕危動植物）條例》保護的物種中華白海豚，政府在香港立法會回應議員質詢時，詳細指出減輕環境影響之措施，包括當中華白海豚出現時工程將會暫停，以盡量減低滋擾，並會限制駛過的輪船和工程船船速，同時進行全面環境監察及審核。
當局亦藉興建三跑的機會設立一個面積約2400公頃的新海岸公園，與已在規劃中的大小磨刀海岸公園及現有的沙洲及龍鼓洲海岸公園和機場三跑道系統的船隻限制區連接，形成一個面積5200公頃的海洋保護區。
對於工程對漁業的影響，當局建議在擬定的海岸公園敷設人工魚礁以吸引稚魚，使漁業資源得以恢復，並且推行漁業優化策略，包括成立漁業提升基金。

## 財政

### 融資
香港機場管理局將會透過借貸承擔三跑道系統當中1/3工程費用，餘下2/3建築費用將透過停止向政府派息、向旅客徵收每人180元的機場建設費、以及增加航空公司收費等方式籌措。外界預料乘客除直接繳付建設費外，航空公司徵費增加最終亦轉嫁給乘客，乘客變相雙重付費。有立法會議員質疑機管局向乘客「開刀」的做法擾民，徵費水平亦太高。

## 經濟效益
採用三跑道系統預計到2030年將會為香港帶來1,670億港元的經濟貢獻（即對香港本地生產總值的直接、間接及連帶貢獻的總和。），佔香港本地生產總值4.6%；創造141,000個直接就業機會和199,000個間接就業機會。而預計到2061年，三跑道系統帶來的經濟淨現值將可達到10,460億港元，相對同期如採用雙跑道系統，則僅能帶來5,910億港元的經濟淨現值。
在三跑道系統施工期間，可創造13.9萬個人工作年（即一個人獲聘用全職工作一年），至2030年可創造12.3萬個直接和16.5萬個間接和連帶職位。

## 展覽

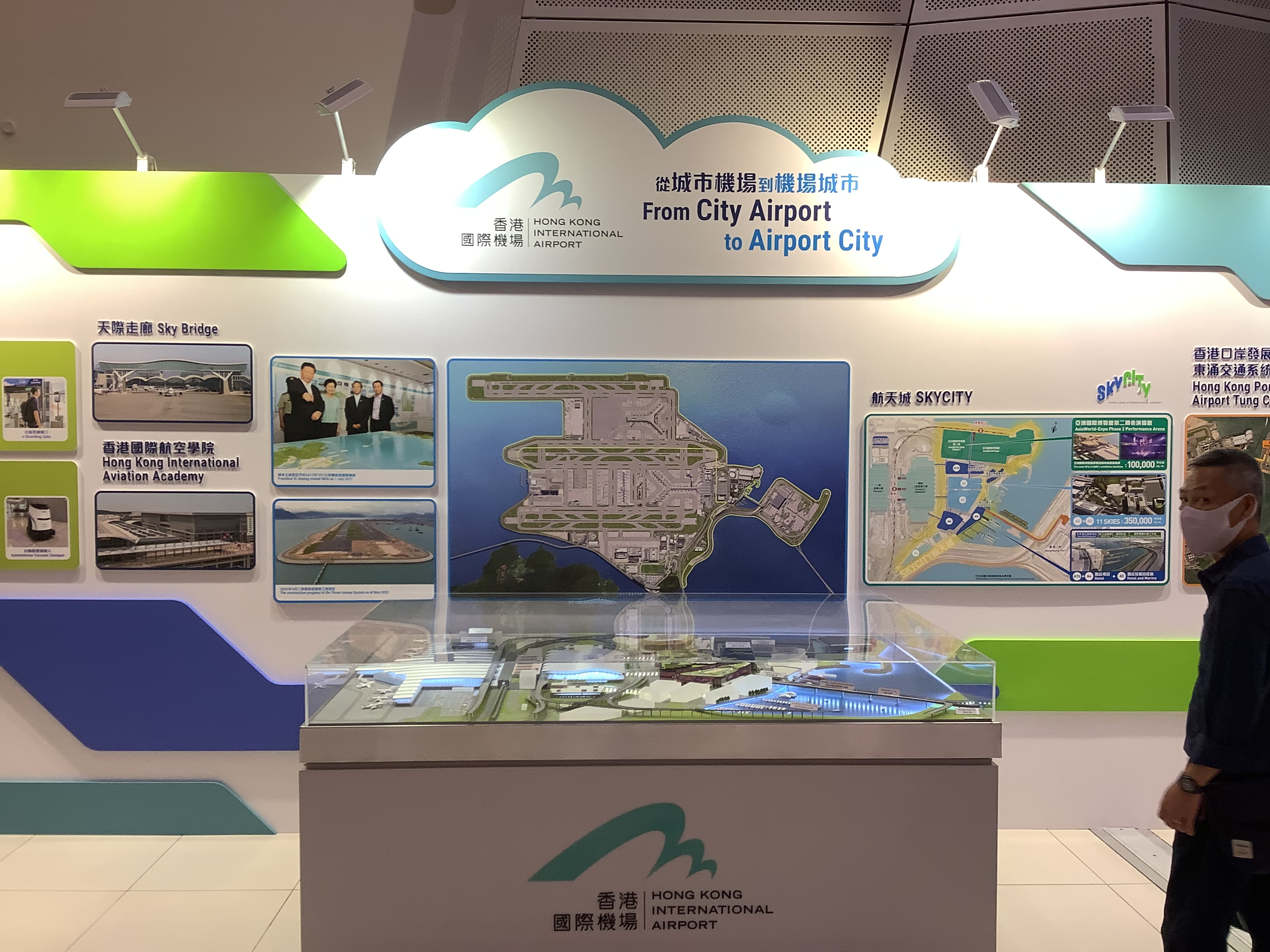
亞洲國際博覽館的機場城市展覽

《香港國際機場2030規劃大綱》展覽可以見於香港國際機場機場行政大樓地下（非禁區），開放時間為週一至週五，上午9時至下午5時50分；展覽內容包括航空需求數預測量、擴建計劃及暫時認定的三跑道系統布局。另外，亞洲國際博覽館亦有同類展覽，但內容還有關於智能機場及機場城市。

## 爭議

### 建設徵費
機場第三條跑道最新造價達1415億元，較原先估算增加550億元，為香港開埠以來最昂貴基建工程。機管局計劃從三方面集資，包括向銀行借貸發債、未來10年暫停向政府發放股息，以及向旅客及航空公司徵費。機管局建議2016年8月起向離境及轉機的旅客，每人收取170元「機場建設費」，為期8年，直至2023年三跑建成，但運輸及房屋局局長張炳良明言已要求機管局減收徵費。
香港航空公司代表協會、國泰航空及港龍航空均對機管局計劃增加航空公司及旅客收費感關注，認為機管局有能力透過融資解決所有資金需要，毋須向機場用者額外徵費。
立法會議員單仲偕認為收費水平太高，若計及現有的120元機場離境稅，屆時旅客使用機場便需繳付300元，擔心影響外遊及旅客到港意欲，建議調低收費、考慮延長回本期。公民黨議員郭家麒憂慮，政府未與鄰近區域處理空域問題就宣布展開三跑工程，最終會令三跑淪為大白象工程。

### 重疊空域
前民航處處長林光宇和樂鞏南早前在報章撰文指，開放空牆問題討論多年仍未解決，三跑道復飛航道將與內地空域重疊，假如內地對放寬空域寸步不讓，三跑道工程勢淪為千億元大白象，建議香港機場可與鄰近機場合作和分流、互補不足。樂鞏南於2015年3月中接受傳媒訪問時形容官員的言論是紙上談兵，他指顧問所設計的三跑位置及運作方式，必須向深圳取得空域，這涉及極複雜問題，要經過實時模擬機運作測試，證實成功才可落實，否則三跑只會淪為大白象工程。
關注團體「人人監機會」召集人、前天文台台長林超英表示，廣州白雲機場第三條跑道落成後，因為空域有限問題，航班處理量每日只增加10班，他擔心香港建新跑道會面對同樣問題。
他批評在空域問題未解決前拍板建機場第三跑道是「大香港主義」的霸道行為，破壞珠三角地區合作互利基礎。

#### 民間的削山反建議
關注機場團體「人人監機會」提出1992年《新機場規劃總綱》削山方案，透過將大嶼山東北的兩個山峰大陰頂和花瓶頂分別削低12米和60米，騰出空間讓現有的雙跑道實施「混合模式」，同時升降航班，增加升降容量。政府以一幅航班飛向機場南面鳳凰山的示意圖，指出混合模式須要削去大嶼山多個山頭，做法並不可行；不過機場發展關注網絡就指，須削的山頭應該只有上述兩個，質疑圖中飛機為何「不是往跑道方向飛，卻無故飛向眾山頂」，批評政府是為三跑護航而造假，營造出削山範圍廣泛的效果。

### 環保團體宣稱7成受訪者認為未用盡雙跑前不應建三跑
香港地球之友和香港天文台前台長林超英等人成立的「人人監機會」，於2015年3月10至18日委託香港浸會大學，訪問600多名市民，近7成受訪者認為，機管局未用盡兩條跑道前，不應考慮興建第三條跑道，過半則認為應擱置三跑計劃。調查又發現，6成4認為政府不應繞過立法會，為機管局融資興建三跑擔保；約6成受訪者認為，未解決空域衝突前，不應批准建三跑。这与香港大学向机场管理局提交的报告相矛盾。
團體批評，政府興建三跑逆民意，帶頭衝擊法治，促請政府擱置項目，改為優化現有跑道。

### 環境保護

#### 司法覆核
本土行動成員何來及環保觸覺義工余顯璧透過法律援助署申請法律援助後，於2015年2月6日入稟高等法院申請司法覆核，指控《香港國際機場2030規劃大綱》法定環境影響評估未符合法定研究概要及技術備忘錄的要求，並且其結果是建基於無實據的假設，因此要求法院將之撤銷。同月7日，運輸及房屋局局長張炳良首度回應時指出，香港機場管理局使用了大量時間去準備和撰寫有關法定環境影響評估，回應了香港社會及環境保護署所提出的事項，公眾亦有機會就此表達意見；惟因為案件已經進入司法程序，因此運輸及房屋局不宜作出評論，惟他本人相信法院會決定司法覆核之理據是否充足。而香港機場管理局企業發展執行總監馮永業出席電視台節目時表示，《香港國際機場2030規劃大綱》法定環境影響評估由國際專業團隊耗時兩年撰寫，比較近年香港其他大型基礎設施項目，有關法定環境影響評估的覆蓋範圍廣闊及要求均比較高，因此有信心能夠應付任何的挑戰。
2016年12月22日，香港高等法院裁定何來及余顯璧敗訴，法官指出，珠三角的空域將來會否重整等問題屬公共政策的範疇，應交由機管局考慮，與今次司法覆核無關。二人須付環保署及機管局的訟費。環保觸覺稱對結果十分失望，機管局則表示歡迎裁決。

### 造價不斷飆升
2015年11月，機管局向立法會公布機場第三條跑道工程造價細節，「三跑」成本造價較原先高近一倍，由2010年第四季的845億升至2014年3月的1415億，當中填海拓地及海事工程的開支達562億，比2010年第四季估算368億增逾5成。而二號機場客運大樓改建費用由2010年第四季估算的95億，增至2014年3月的165億元，較2007年的28億興建費貴五倍。

## 意外
2019年4月10日上午11時，香港國際機場三跑道系統填海工程範圍的地盤，正在進行「泵砂」期間有器材起火，黑煙還潭至正在運作的北跑道，起火期間北跑道所負責的降落航班並沒有受影響，工程人員將火救熄，消防船亦到場戒備，事件中沒有人受傷。

## 涉索取非法回佣
2021年3月26日，《蘋果日報》報道機場三跑工程外判商有「工頭」涉嫌集體收取回佣，金額由每日50元至500元不等，在每月發放人工後以「現金」方式支付。廉政公署證實事件，並已經拘捕8名分判商「工頭」，涉嫌直接或透過中間人，向多個工種的建築工人索取及收受非法回佣，由每日涉款100元至400元不等。當中包括木工、紮鐵工、吊運裝配工及散工。
其中一名31歲工頭承認16項控罪，裁和五旬工人早前認罪，獲保釋至2023年5月29日在西九龍裁判法院判刑。裁判官李志豪指涉款逾18萬元，屬「對其他工人嘅剝削」，又指涉多項罪行，面對「唔係一個短期嘅監禁」。辯方求情指，被告「知道工人賺嘅係辛苦錢，心裏面非常之過意唔去」，並展示他平日買水慰勞工人的單據。至於承認一罪的工人，辯方稱非主謀，「基本聽佢（工頭）嘅指示，要做乜就做乜」，僅「左手交右手」、無任何得益。裁判官決定先索背景報告，兩人須分別還押至6月23日和6月9日再作判刑。而同案建築工人不認罪受審，早前被裁定上述「串謀使代理人接受利益」和「串謀使代理人接受利益」罪名成立，裁判官李志豪指，與「工頭」庄恢濤同屬一伙，並為他索背景報告，被告還押至6月9日判刑。兩名建築工人分別被判處監禁3及4個月。而涉案的31歲工頭還押至6月23日。西九龍裁判法院裁判官李志豪指，判刑需考慮牽涉工人的數目、金額、犯案時間及刑期總體性，考慮到其妻患癌及認罪扣減後，被判監禁16個月。
而一名 47 歲工人早前受審後被裁定 3 項串謀使代理人接受利益罪罪成，還押到5月30日在西九龍裁判法院判刑。裁判官施祖堯判刑時斥，被告的行為違反僱主對他的信任，必須判處阻嚇性刑罰，終就3罪判監6個月。另裁判官早前裁定被告罪成後，頒令被告須向公司歸還涉案的賄款4,500元。

## 相關參見
- 中場範圍發展計劃